# سيفيتيلا داليانو
سيفيتيلا داليانو هو كومون (البلدية) في مقاطعة فيتربو في
إيطاليا منطقة لاتيوم، تقع حول 80 كيلومتر (50 ميل) شمال غرب روما و 20 كيلومتر (12 ميل) شمال شرق فيتربو.
تقع سيفيتيلا داليانو على حدود البلديات التالية: ألفيانو, باغنوريجيو, كاستيجليون في تيفيرينا, غرافينانو, غوارديا، مونتيكيو، أورفيتو، فيتربو.